# Президентские выборы в Индонезии (2014)
Президентские выборы в Индонезии прошли 9 июля 2014 года. На этих выборах свои кандидатуры в президенты Индонезии выставили Прабово Субианто с кандидатом на пост вице-президента Хаттой Раджасой против Джоко Видодо и Юсуфа Каллы. Действующий президент Сусило Бамбанг Юдойоно не мог снова баллотироваться в силу запрета конституцией баллотироваться на третий срок.
Согласно закону о выборах 2008 года, только партии или коалиции, контролирующие 20% мест в Совете народных представителей или получившие 25% голосов избирателей на парламентских выборах 2014 года, имеют право выдвинуть кандидата. Этот закон был оспорен в Конституционном суде, но в конце января 2014 года суд постановил, что этот закон будет применяться на данных выборах. Так как ни одна партия не преодолела этот порог на парламентских выборах, были сформированы две коалиции: первая коалиция в поддержку Прабово Субианто и Хатты Раджасы включает Gerindra/Golkar/PPP/PKS/PAN; вторая коалиция для поддержки Джоко Видодо и Каллы включает PDI–P/Hanura/NasDem/PKB.
22 июля Генеральная избирательная комиссия объявила о победе Джоко Видодо. Он, как президент, и вице-президент Юсуф Калла, были приведены к присяге 20 октября 2014 года и будут исполнять свои обязанности в течение 5-летнего срока.

## Особенности законодательства
Выборы проводятся под наблюдением Избирательной комиссии Индонезии (индон. Komisi Pemilihan Umum) и осуществляются в соответствии с Законом № 42 от 2008 года о выборах президента и вице-президента.
Важным требованием, изложенным в пункте 9 Закона № 42, является то, что выдвигать кандидатов на президентских выборах могут только партии (или коалиции партий), имеющие не менее 20 % мест в Совете народных представителей или получившие 25 % голосов в предыдущих выборах в Совет. На практике эти условия устанавливают достаточно высокую планку для выдвижения, и вследствие этого, только кандидаты, поддерживаемые одной из основных партий, и, возможно, с несколькими небольшими партиями, смогут выполнить эти условия. Среди прочего, последствием этого требования, является строгое ограничение количества кандидатов, могущих выдвигаться на пост президента.

## Система голосования
Система электронного голосования разрабатывалась для всех выборов 2014 года. Основой системы голосования являются электронные удостоверения личности, опробованные в шести районах и городах, а именно в Паданге (Западная Суматра), Денпасаре (Бали), Джембране (Бали), Джокьякарте (Ява), Чилегоне (Западная Ява) и Макасаре (Южный Сулавеси).

## Политические партии и блоки
Кандидаты в президенты выдвигаются индивидуально (наряду с вице-президентом), однако, поддержка со стороны основных политических партий играет ключевую роль в оказании влияния на результат выборов. Отчасти по этой причине, очень изменчивая карта политических партий в Индонезии способствует неопределенности политических тенденций в преддверии президентских выборов. В последние годы число политических партий, участвующих в основных выборах (в национальный и региональные парламенты, и президентские выборы) претерпело множество изменений:
- В 2004 году 24 партии участвовали в выборах, и 16 из них, получили достаточное количество мест, для представления в парламенте.
- В 2009 году 38 партий участвовали в выборах, и 9 из них, получили достаточное количество мест, для представления в парламенте.
- В 2014 году 12 партий участвовали в выборах 9 апреля и ещё три были уполномочены выдвигать кандидатов в провинции Ачех. Ожидается, что кандидатам в президенты, надеющимся организовать эффективную кампанию, нужно будет заручиться поддержкой хотя бы одной из основных партий, так и нескольких других более мелких партий.

На президентских выборах двенадцатью главными партиями, способными организовать политические кампании, стали:
| Сокращение | Партия                                  | Русское название                        | Поддержка                                                                                          |  | Места в СНП                                                  |
| ---------- | --------------------------------------- | --------------------------------------- | -------------------------------------------------------------------------------------------------- |  | ------------------------------------------------------------ |
| PDI–P      | Partai Demokrasi Indonesia - Perjuangan | Демократическая партия борьбы Индонезии | Кандидат в президенты: Джоко Видодо (PDI-P) Кандидат в вице-президенты: Юсуф Калла (Golkar)        |  | Коалиция меньшинства: PDI–P/Hanura/NasDem/PKB 207 из 560     |
| Hanura     | Partai Hati Nurani Rakyat               | Народная партия совести                 | Кандидат в президенты: Джоко Видодо (PDI-P) Кандидат в вице-президенты: Юсуф Калла (Golkar)        |  | Коалиция меньшинства: PDI–P/Hanura/NasDem/PKB 207 из 560     |
| NasDem     | Partai Nasional Demokrat                | Национальная демократическая партия     | Кандидат в президенты: Джоко Видодо (PDI-P) Кандидат в вице-президенты: Юсуф Калла (Golkar)        |  | Коалиция меньшинства: PDI–P/Hanura/NasDem/PKB 207 из 560     |
| PKB        | Partai Kebangkitan Bangsa               | Партия национального пробуждения        | Кандидат в президенты: Джоко Видодо (PDI-P) Кандидат в вице-президенты: Юсуф Калла (Golkar)        |  | Коалиция меньшинства: PDI–P/Hanura/NasDem/PKB 207 из 560     |
| PKPI       | Partai Keadilan dan Persatuan Indonesia | Партия справедливости и единства        | Кандидат в президенты: Джоко Видодо (PDI-P) Кандидат в вице-президенты: Юсуф Калла (Golkar)        |  | Коалиция меньшинства: PDI–P/Hanura/NasDem/PKB 207 из 560     |
| Gerindra   | Partai Gerakan Indonesia Raya           | Гериндра                                | Кандидат в президенты: Прабово Субианто (Gerindra) Кандидат в вице-президенты: Хатта Раджаса (PAN) |  | Коалиция большинства: Gerindra/Golkar/PPP/PKS/PAN 292 из 560 |
| Golkar     | Partai Golongan Karya                   | Голкар                                  | Кандидат в президенты: Прабово Субианто (Gerindra) Кандидат в вице-президенты: Хатта Раджаса (PAN) |  | Коалиция большинства: Gerindra/Golkar/PPP/PKS/PAN 292 из 560 |
| PPP        | Partai Persatuan Pembangunan            | Партия единства и развития              | Кандидат в президенты: Прабово Субианто (Gerindra) Кандидат в вице-президенты: Хатта Раджаса (PAN) |  | Коалиция большинства: Gerindra/Golkar/PPP/PKS/PAN 292 из 560 |
| PKS        | Partai Keadilan Sejahtera               | Партия справедливости и благоденствия   | Кандидат в президенты: Прабово Субианто (Gerindra) Кандидат в вице-президенты: Хатта Раджаса (PAN) |  | Коалиция большинства: Gerindra/Golkar/PPP/PKS/PAN 292 из 560 |
| PAN        | Partai Amanat Nasional                  | Партия национального мандата            | Кандидат в президенты: Прабово Субианто (Gerindra) Кандидат в вице-президенты: Хатта Раджаса (PAN) |  | Коалиция большинства: Gerindra/Golkar/PPP/PKS/PAN 292 из 560 |
| PBB        | Partai Bulan Bintang                    | Партия звезды и полумесяца              | Кандидат в президенты: Прабово Субианто (Gerindra) Кандидат в вице-президенты: Хатта Раджаса (PAN) |  | Коалиция большинства: Gerindra/Golkar/PPP/PKS/PAN 292 из 560 |
| PD         | Partai Demokrat                         | Демократическая партия                  | нет                                                                                                |  | 61 из 560                                                    |

- Нет мест в СНП

Партии Ачеха
Три партии будут участвовать в выборах в провинции Ачех:
- Партия мира Ачеха (Partai Damai Aceh, PDA)
- Национальная партия Ачеха (Partai Nasional Aceh, PNA)
- Партия Ачеха (Partai Aceh, PA)

См. также: Политические партии Индонезии
1 июля Партия демократов, возглавляемая нынешним президентом Индонезии Сусило Бамбангом Юдойоно, приняла решение поддержать Прабово Субианто. Ранее, посол США в Индонезии Роберт Блейк направил в «The Wall Street Journal» послание по электронной почте, в котором заявил: «Мы серьезно относимся к обвинениям в нарушении прав человека и призываем правительство Индонезии тщательно проверить такие обвинения». В Индонезии эти слова сочли выступлением против Прабово Субианто, в отношении которого выдвигались обвинения в похищениях студентов-активистов в 1998 году, когда он занимал пост командующего спецназом. И как сказал министр иностранных дел Индонезии Марти Наталегава, «хотя это заявление может быть повторением давней и общей точки зрения США в Индонезии и прочих странах, однако в нынешнем контексте выбор времени и природа послания отражают недостаток здравого суждения, с которым трудно примириться».
4 июля Конституционный суд Индонезии постановил, что президентские выборы пройдут в один тур вне зависимости от исходов голосования в отдельных провинциях. Оглашая вердикт, судья Хамдан заявил, что «конституционный суд придерживается мнения, что при выдвижении кандидатов в президенты все регионы Индонезии уже оказываются представлены. Это означает, что если имеются лишь две пары кандидатов, то победителем станет та из них, что получит больше голосов».

## Голосование
Избирательные участки открылись в 07.00 по местному времени и завершили свою работу в 13.00 — всего 6 часов (с 04.00 до 10.00 по московскому времени). Глава Центральной избирательной комиссии Индонезии Хусни Камил Маник сказал, что «мы надеемся, что избиратели и наблюдатели вместе смогут обезопасить процесс выборов от каких-либо неприятных ситуаций от начала до конца голосования». Правом голоса в Индонезии обладают около 190 млн избирателей. Были открыты 480 тысяч избирательных участков. Урны и бюллетени были доставлены даже в самые труднодоступные районы. Безопасность обеспечивали 250 тысяч полицейских и 23 тысячи военнослужащих.

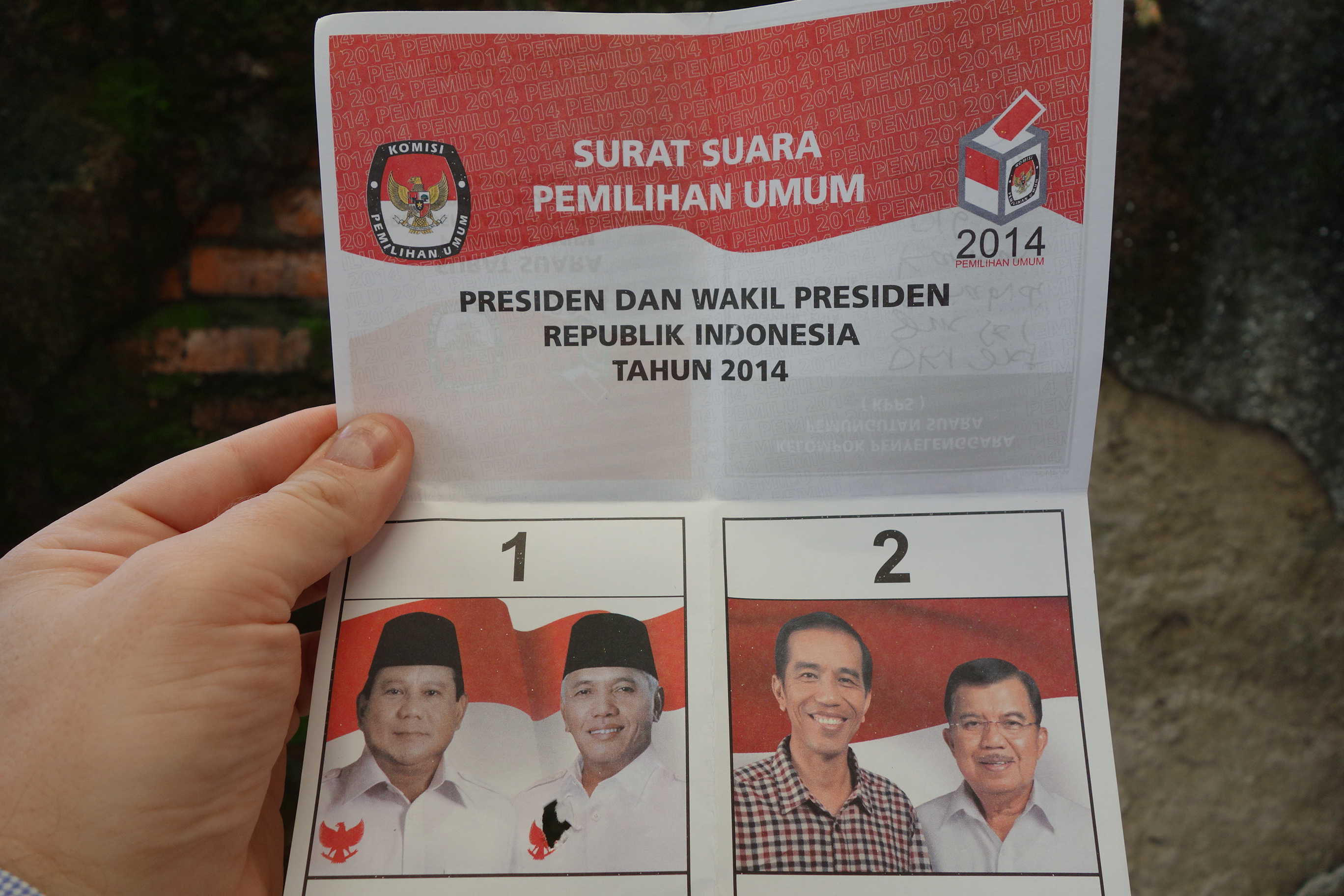
Избирательный бюллетень с голосом за Прабово Субианто
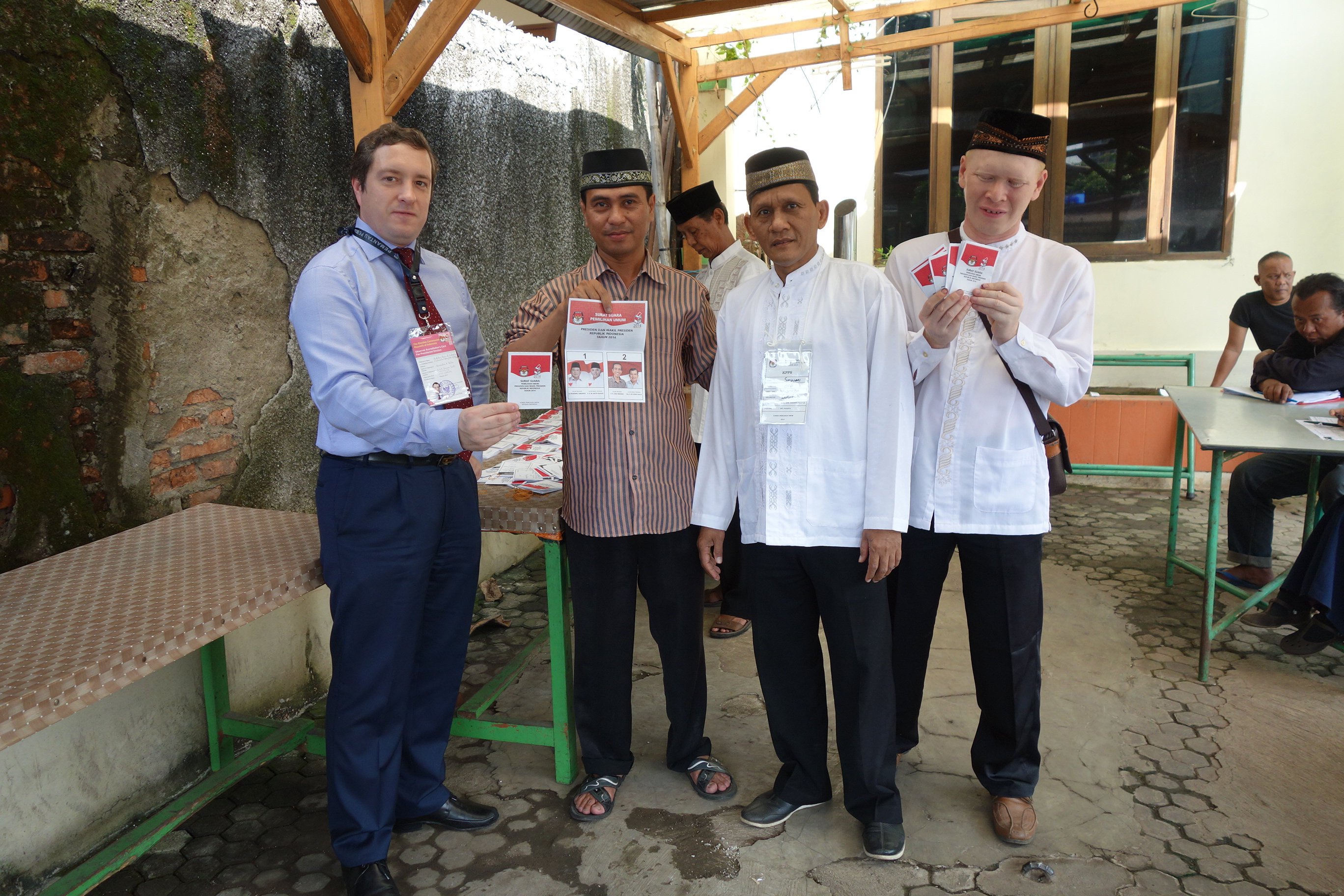
Российский представитель группы наблюдателей на избирательном участке в Джакарте.

## Результат

### Предварительные данные и вердикт Конституционного суда

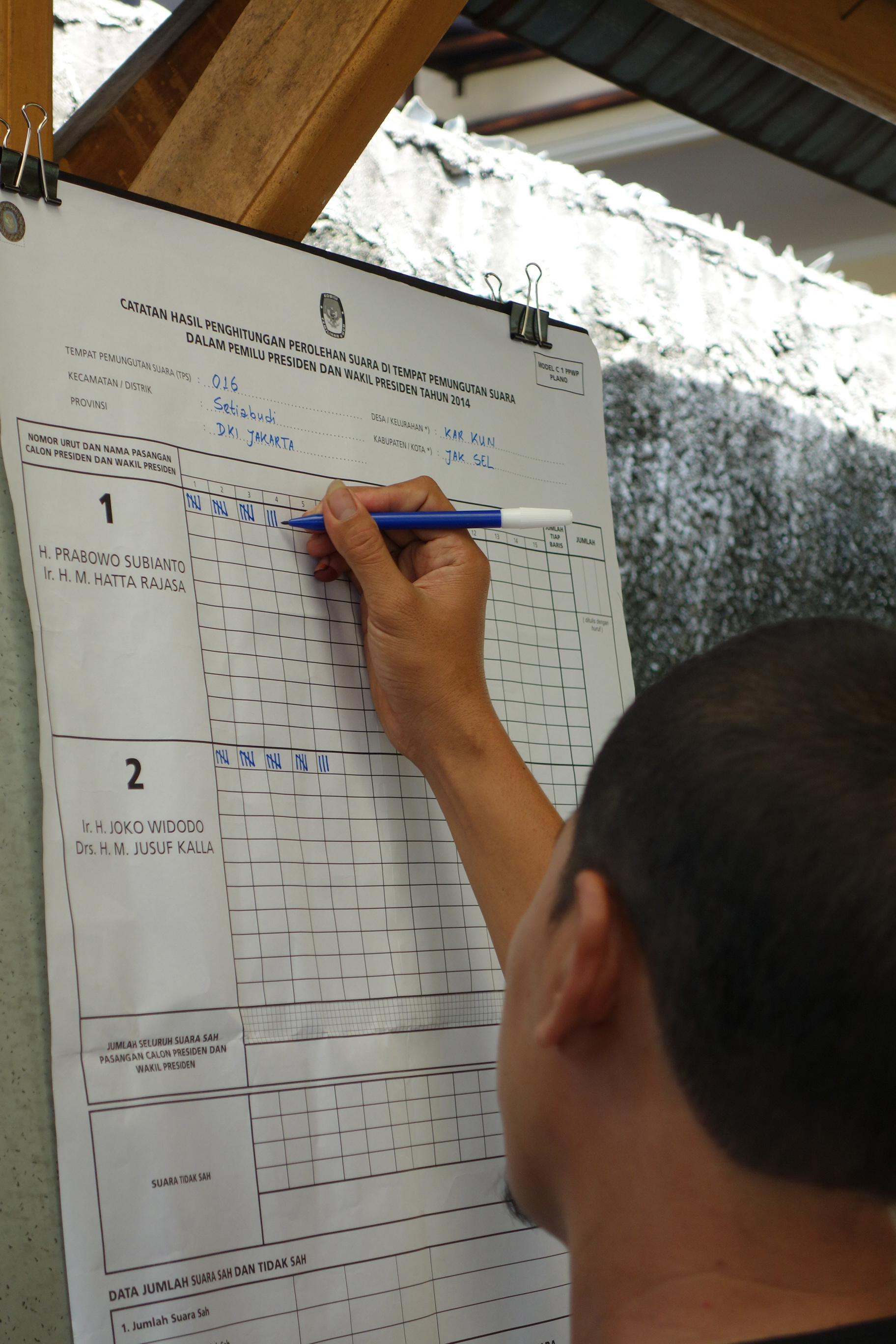
Подсчёт голосов на участке.

По первоначальным данным, Джоко Видодо лидировал, набирая 55,93% голосов, а Прабово Субианто — 44,07%, в то время как явка составляла 71,09%. После этого, Видодо заявил о своей победе, равно как и Субианто. Согласно Центру стратегических и международных исследований и компании «Cyrus Network», проведённый ими опрос показал, что из 8 тысяч проголосовавших на двух тысячах избирательных участков по всей стране, за Видодо — 45,1%, Субианто — 42,2%. По данным опроса «Saiful Mujani Research and Consulting» (SMRC) с учётом 97,75% поданных голосов, за Видодо — 52,88%, Субианто — 47,22%. В газете «Kompas» писалось соответственно о 53,41% против 46,59%, а государственное радио Индонезии сообщает о 52,48% и 47,52% (по 81,6% поданных голосов).
22 июня перед окончательным оглашением результатов были усилены меры безопасности, а именно, у избирательной комиссии в Джакарте в охране порядка были задействованы более трех тысяч полицейских, а в других городах страны — ещё 250 тысяч. За несколько часов до объявления результатов Прабово Субианто, заявил о своем выходе из избирательной гонки, из-за того, что при подсчете голосов были допущены массовые нарушения «небывалого размаха» (по законодательству Индонезии в том случае, если претендент выходит из президентской гонки, его могут судить и приговорить к пяти годам лишения свободы). Однако позже, сторонники Субианто пояснили, что он отказался от участия своих представителей в окончательном подсчете голосов, но не в самих выборах.
Позже, Избирательная комиссия Индонезии огласила итоги выборов. По данным подсчета бюллетеней в 33 из 34 провинций Индонезии, Джоко Видодо набрал 53,15% голосов, Прабово Субианто — 46,85%. Видодо уже сообщил о том, что считает прошедшие выборы самыми прозрачными за всю историю Индонезии.
Позже, Субианто всё-таки подал в Конституционный суд настаивая на том, что во время голосования происходили массовые и систематические нарушения. 7 августа, на первом заседании, председатель Хамдан Зулва предложил истцу в течение суток конкретизировать претензии, содержащиеся в 146-страничном иске, а именно доказать факт наличия 24 миллионов «проблемных» голосов. 21 августа, в день вынесения итогового решения, сторонники Субианто прорвали ограждения из колючей проволоки вокруг здания Конституционного суда в Джакарте, начали кидать камни в полицейских, после чего последние применили слезоточивый газ и водомёты для разгона митинга. Субианто обещал продолжить борьбу, несмотря на противодействие властей. Однако, Конституционный суд Индонезии отклонил его иск, признал результаты выборов и Джоко Видодо в качестве избранного президента.

### Окончательные результаты
| Кандидат в президенты          | Кандидат в президенты          | Кандидат в вице-президенты     | Партия                                                                          | Голоса      | %      |
| ------------------------------ | ------------------------------ | ------------------------------ | ------------------------------------------------------------------------------- | ----------- | ------ |
|                                | Джоко Видодо                   | Юсуф Калла                     | Демократическая партия борьбы Индонезии (Partai Demokrasi Indonesia-Perjuangan) | 70,997,833  | 53,15  |
|                                | Прабово Субианто               | Хатта Раджаса                  | Гериндра (Partai Gerakan Indonesia Raya)                                        | 62 576 444  | 46,85  |
|                                |                                |                                |                                                                                 |             |        |
| Всего                          | Всего                          | Всего                          | Всего                                                                           | 133 574 277 | 100.00 |
|                                |                                |                                |                                                                                 |             |        |
| Действительные бюллетени       | Действительные бюллетени       | Действительные бюллетени       | Действительные бюллетени                                                        | 133 574 277 | 98,98  |
| Испорченные и пустые бюллетени | Испорченные и пустые бюллетени | Испорченные и пустые бюллетени | Испорченные и пустые бюллетени                                                  | 1 379 690   | 1,02   |
| Явка                           | Явка                           | Явка                           | Явка                                                                            | 134 953 967 | 69,58  |
| Воздержавшиеся                 | Воздержавшиеся                 | Воздержавшиеся                 | Воздержавшиеся                                                                  | 58 990 183  | 30,42  |
| Зарегистрированные избиратели  | Зарегистрированные избиратели  | Зарегистрированные избиратели  | Зарегистрированные избиратели                                                   | 193 944 150 |        |
|                                |                                |                                |                                                                                 |             |        |
| Источник: KPU                  |                                |                                |                                                                                 |             |        |

| Голоса по провинциям   | Голоса по провинциям             |                    |                    |                           |                           | Всего голосов | Всего голосов |
| ---------------------- | -------------------------------- | ------------------ | ------------------ | ------------------------- | ------------------------- | ------------- | ------------- |
| Голоса по провинциям   | Голоса по провинциям             |                    |                    |                           |                           | Всего голосов | Всего голосов |
| Голоса по провинциям   | Голоса по провинциям             | Джоко Видодо PDI–P | Джоко Видодо PDI–P | Прабово Субианто Gerindra | Прабово Субианто Gerindra | Всего голосов | Всего голосов |
| Голоса по провинциям   | Голоса по провинциям             | Голоса             | %                  | Голоса                    | %                         | Всего голосов | Всего голосов |
| Суматра                | Ачех                             | 1 089 290          | 54,93              | 913 309                   | 45,61                     | 2 002 599     |               |
| Суматра                | Северная Суматра                 | 2 831 514          | 44,76              | 3 494 835                 | 55,24                     | 6 326 349     |               |
| Суматра                | Западная Суматра                 | 1 797 505          | 76,92              | 539 308                   | 23,09                     | 2 336 813     |               |
| Суматра                | Риау                             | 1 349 338          | 50,12              | 1 342 817                 | 49,88                     | 2 692 155     |               |
| Суматра                | Джамби                           | 871 316            | 49,25              | 897 787                   | 50,75                     | 1 769 103     |               |
| Суматра                | Южная Суматра                    | 2 132 163          | 51,26              | 2 027 049                 | 48,74                     | 4 159 212     |               |
| Суматра                | Бенкулу                          | 433 173            | 45,27              | 523 669                   | 54,73                     | 956 842       |               |
| Суматра                | Лампунг                          | 2 033 924          | 46,93              | 2 299 889                 | 53,07                     | 4 333 813     |               |
| Суматра                | Банка-Белитунг                   | 200 706            | 32,74              | 412 359                   | 67,26                     | 613 065       |               |
| Суматра                | Острова Риау                     | 332 908            | 40,37              | 491 819                   | 59,63                     | 824 727       |               |
| Ява                    | Бантен                           | 3 192 671          | 57,10              | 2 398 631                 | 42,90                     | 5 591 302     |               |
| Ява                    | Джакарта                         | 2 528 064          | 46,92              | 2 859 894                 | 53,08                     | 5 387 958     |               |
| Ява                    | Восточная Ява                    | 14 167 381         | 59,78              | 9 530 315                 | 40,22                     | 23 697 696    |               |
| Ява                    | Центральная Ява                  | 6 485 720          | 33,35              | 12 959 540                | 66,65                     | 19 445 260    |               |
| Ява                    | Джокьякарта                      | 977 342            | 44,19              | 1 234 249                 | 55,81                     | 2 211 591     |               |
| Ява                    | Западная Ява                     | 10 277 088         | 46,83              | 11 669 313                | 53,17                     | 21 946 401    |               |
| Калимантан             | Западный Калимантан              | 1 032 354          | 39,62              | 1 573 046                 | 60,38                     | 2 605 400     |               |
| Калимантан             | Центральный Калимантан           | 468 277            | 40,21              | 696 199                   | 59,79                     | 1 164 476     |               |
| Калимантан             | Южный Калимантан                 | 941 809            | 50,05              | 939 748                   | 49,95                     | 1 881 557     |               |
| Калимантан             | Восточный и Северный Калимантан  | 687 734            | 36,62              | 1 190 156                 | 63,38                     | 1 877 890     |               |
| Малые Зондские острова | Бали                             | 614 241            | 28,58              | 1 535 110                 | 71,42                     | 2 149 351     |               |
| Малые Зондские острова | Западные Малые Зондские острова  | 1 844 178          | 72,45              | 701 238                   | 27,55                     | 2 545 416     |               |
| Малые Зондские острова | Восточные Малые Зондские острова | 769 391            | 34,08              | 1 488 076                 | 65,92                     | 2 257 467     |               |
| Сулавеси               | Северный Сулавеси                | 620 095            | 46,12              | 724 553                   | 53,81                     | 1 344 648     |               |
| Сулавеси               | Горонтало                        | 378 735            | 63,10              | 221 497                   | 36,90                     | 600 232       |               |
| Сулавеси               | Центральный Сулавеси             | 632 009            | 45,13              | 767 151                   | 54,87                     | 1 399 160     |               |
| Сулавеси               | Юго-Восточный Сулавеси           | 511 134            | 45,10              | 622 217                   | 54,90                     | 1 133 351     |               |
| Сулавеси               | Западный Сулавеси                | 165 494            | 26,63              | 456 021                   | 73,37                     | 621 515       |               |
| Сулавеси               | Южный Сулавеси                   | 1 214 857          | 28,57              | 3 037 026                 | 71,43                     | 4 251 883     |               |
| Молуккские острова     | Малуку                           | 433 981            | 49,48              | 443 040                   | 50,52                     | 877 021       |               |
| Молуккские острова     | Северное Малуку                  | 306 792            | 54,45              | 256 601                   | 45,55                     | 563 393       |               |
| Новая Гвинея           | Папуа                            | 755 374            | 26,84              | 2 058 517                 | 73,16                     | 2 813 891     |               |
| Новая Гвинея           | Западное Папуа                   | 172 528            | 32,37              | 360 379                   | 67,63                     | 532 907       |               |
| За границей            | За границей                      | 313 600            | 46,26              | 364 257                   | 53,74                     | 677 857       |               |